# Bolderslev
Bolderslev – miasto w Danii, w regionie Dania Południowa, w gminie Aabenraa.